# Carretera de voivodato 202
La carretera de voivodato 202 (en polaco droga wojewódzka nr 202) (DW202) es una carretera provincial polaca situada en el voivodato de Pomerania, en los distritos de Człuchów. La carretera tiene una longitud total de 14 kilómetros, y conecta la localidad de Czarne (DW201) con la población de Rzeczenica (DK25).